# 朴璨鎔
- 朴璨溶[1]

朴璨鎔（パク・チャニョン、1996年1月27日 - ）は、 大韓民国出身のサッカー選手。ポジションはDF。妹はプロサッカー選手の朴済我。

## 来歴
道峰中学校・大東税務高等学校・大邱大学校を経て2015年2月にJリーグ・愛媛FCに加入。この年リーグ戦8試合に出場したものの翌年はリーグ戦出場がなく、2016年シーズンオフに契約満了が発表された。ちなみに、愛媛時代のキャッチコピーは「全力ファイター 愛媛の若虎」であった。
2017年2月3日、レノファ山口FCへの加入が発表された。5月13日に行われたJ2第13節京都戦でJリーグ初ゴールを記録したが、シーズン終了後に契約満了で退団。2018年シーズンはカマタマーレ讃岐へ完全移籍することが発表された。
讃岐では2018年シーズン限りで契約満了となり、韓国に戻って慶州韓国水力原子力FCで主力として活躍、全南ドラゴンズ、浦項スティーラースへと活動の場を移している。

## 個人成績
| 国内大会個人成績 | 国内大会個人成績 | 国内大会個人成績 | 国内大会個人成績 | 国内大会個人成績 | 国内大会個人成績 | 国内大会個人成績 | 国内大会個人成績 | 国内大会個人成績 | 国内大会個人成績 | 国内大会個人成績 | 国内大会個人成績 |
| 年度             | クラブ           | 背番号           | リーグ           | リーグ戦         | リーグ戦         | リーグ杯         | リーグ杯         | オープン杯       | オープン杯       | 期間通算         | 期間通算         |
| 年度             | クラブ           | 背番号           | リーグ           | 出場             | 得点             | 出場             | 得点             | 出場             | 得点             | 出場             | 得点             |
| 日本             | 日本             | 日本             | 日本             | リーグ戦         | リーグ戦         | リーグ杯         | リーグ杯         | 天皇杯           | 天皇杯           | 期間通算         | 期間通算         |
| ---------------- | ---------------- | ---------------- | ---------------- | ---------------- | ---------------- | ---------------- | ---------------- | ---------------- | ---------------- | ---------------- | ---------------- |
| 2015             | 愛媛             | 33               | J2               | 8                | 0                | -                | -                | 2                | 1                | 10               | 1                |
| 2016             | 愛媛             | 25               | J2               | 0                | 0                | -                | -                | 1                | 0                | 1                | 0                |
| 2017             | 山口             | 16               | J2               | 18               | 1                | -                | -                | 1                | 0                | 19               | 1                |
| 2018             | 讃岐             | 2                | J2               | 21               | 0                | -                | -                | 1                | 0                | 22               | 0                |
| 通算             | 日本             | 日本             | J2               | 47               | 1                | -                | -                | 5                | 1                | 52               | 1                |
| 総通算           | 総通算           | 総通算           | 総通算           | 47               | 1                | -                | -                | 5                | 1                | 52               | 1                |

- Jリーグ初出場 - 2015年4月1日 J2第5節 ツエーゲン金沢戦（石川西部）
- Jリーグ初得点 - 2017年5月13日 J2第13節 京都サンガF.C.戦（維新公園）